# Committee for Skeptical Inquiry
Pour les articles homonymes, voir CSI.
Le Committee for Skeptical Inquiry ou CSI anciennement Committee for the Scientific Investigation of Claims of the Paranormal (CSICOP), est une organisation américaine qui se consacre à la critique des phénomènes « paranormaux » ou de disciplines qu'il juge pseudo-scientifiques comme l'ufologie, la parapsychologie, la cryptozoologie ou encore l'homéopathie. Il s'agit d'une des organisations les plus importantes du mouvement sceptique contemporain, avec la The Skeptics Society.
Le CSICOP a été fondé en 1976, par le philosophe Paul Kurtz et des membres aussi éminents que Carl Sagan, Isaac Asimov, James Randi, Martin Gardner. Il publie régulièrement un journal, le Skeptical Inquirer (L'Enquêteur sceptique). Outre l'étude du paranormal, le comité se donne aussi pour but l'éducation à la pensée critique, et la démarche scientifique d'une manière plus générale.
Paul Kurtz eut l'idée de fonder le CSICOP à la suite du débat qui a opposé le Comité Belge pour l'Investigation Scientifique des Phénomènes Réputés Paranormaux (dit « Comité Para ») à Michel Gauquelin à propos de son étude sur l'effet Mars.
En 2006, le CSICOP change de nom et devient le Committee for Skeptical Inquiry (CSI) afin de souligner que le groupe ne s'intéresse pas uniquement au paranormal, mais aussi aux pseudo-sciences, aux théories de la conspiration ou encore aux religions.

## Quelques membres (liste non exhaustive)
- Susan Blackmore
- Susan Gerbic
- Philip J. Klass
- Paul Kurtz
- James Randi (ancien membre, ayant maintenant formé son propre groupe, le James Randi Educational Foundation)
- Carl Sagan
- Robert Sheaffer
- Marcello Truzzi (ancien membre ayant formulé des critiques à l'égard du CSICOP)